# 타부크주
타부크주(아랍어: تبوك)는 사우디아라비아 북서부 연안에 위치한 주로, 이집트와는 홍해를 마주보고 있다. 주도는 타부크이며 면적은 108,000km2, 인구는 560,200명(1999년 기준)이다.

## 같이 보기
- 헤자즈
- 사우디아라비아의 도시 목록